# 関容子
関 容子（せき ようこ、1935年5月24日 - ）は、日本のエッセイスト。

## 人物・来歴
東京市生まれ。1958年日本女子大学文学部国文科卒業。1981年、詩人・堀口大學への聞き書き『日本の鶯』で日本エッセイスト・クラブ賞、角川短歌愛読者賞受賞。その後歌舞伎エッセイに転じ、1996年『花の脇役』で講談社エッセイ賞、2000年『芸づくし忠臣蔵』で読売文学賞、芸術選奨文部大臣賞を受賞。

## 著書
- 『日本の鶯 堀口大學聞書き』角川書店、1980  のち講談社文庫、岩波現代文庫 2011
- 『中村勘三郎楽屋ばなし』文藝春秋、1985  のち文庫
- 『おもちゃの三味線 白鸚・勘三郎・芥川比呂志』文藝春秋、1989
- 『役者は勘九郎 中村屋三代』文藝春秋、1992  のち文庫
- 『花の脇役』新潮社、1996　のち文庫
- 『芸づくし忠臣蔵』文藝春秋、1999　のち文庫
- 『虹の脇役』新潮社、1999
- 『歌右衛門合せ鏡』文藝春秋、2002
- 『海老蔵そして團十郎』文藝春秋、2004　のち文庫。10代目市川團十郎、11代目
- 『女優であること』文藝春秋、2004
- 『新しい勘三郎 楽屋の顔』文藝春秋、2005
- 『再会の手帖―また逢いたい男たち』幻戯書房、2007
- 『舞台の神に愛される男たち』講談社、2012
- 『勘三郎伝説』文藝春秋、2013　のち文庫
- 『客席から見染めたひと』講談社、2016
- 『銀座で逢ったひと』中央公論新社、2021

共著
- 『芸談十五代目片岡仁左衛門』篠山紀信共著 小学館 2009
- 『書物の達人丸谷才一』菅野昭正編, 川本三郎,湯川豊,岡野弘彦,鹿島茂共著. 集英社新書, 2014.6

## 連載中
- 会いたい人『浄土』
- 歌舞伎のいろは『刃』（小池書院）

## 参考
- セブンネット